# ثفر

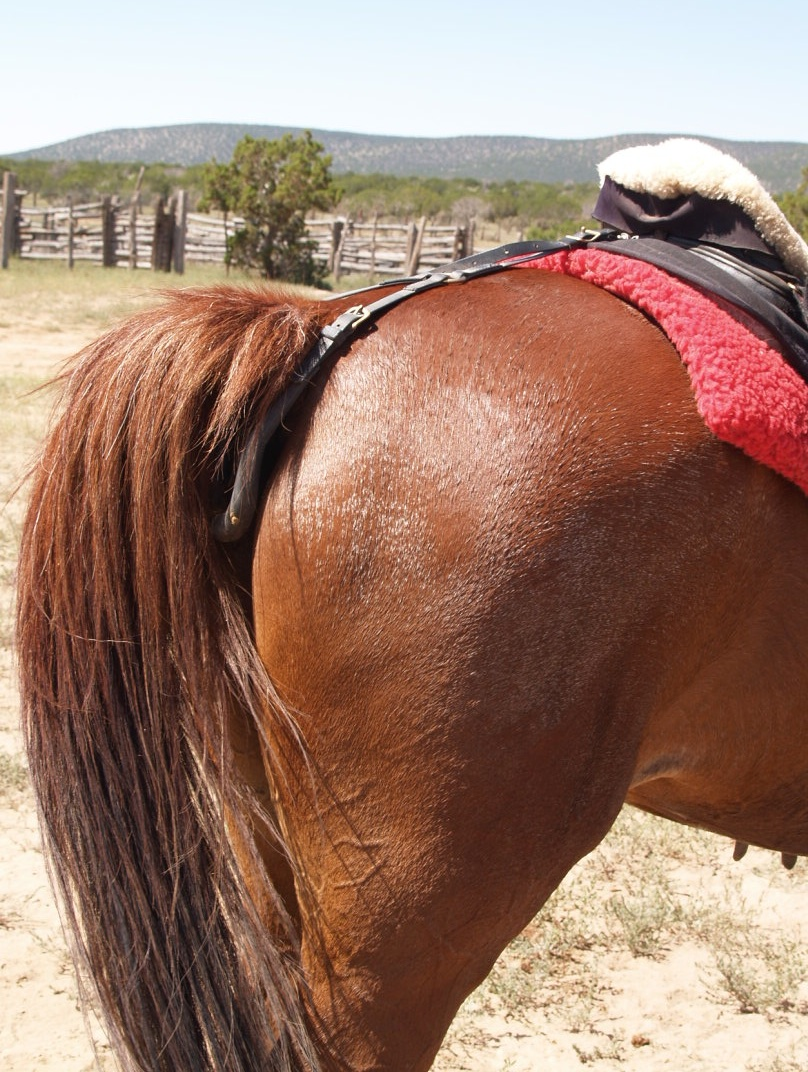
ثفر متصل بالجزء الخلفي من السرج

الثَّفَر أو المِذْيَلة سَيْرٌ في مؤخَّر السَّرْج ونحوه يشد على عجز الدابةِ تحتَ ذَنَبِها تستخدم في الخيول وغيرها من الخيول للحفاظ على السرج أو الحزام أو المعدات الأخرى من الانزلاق إلى الأمام.

## انظر أيضًا

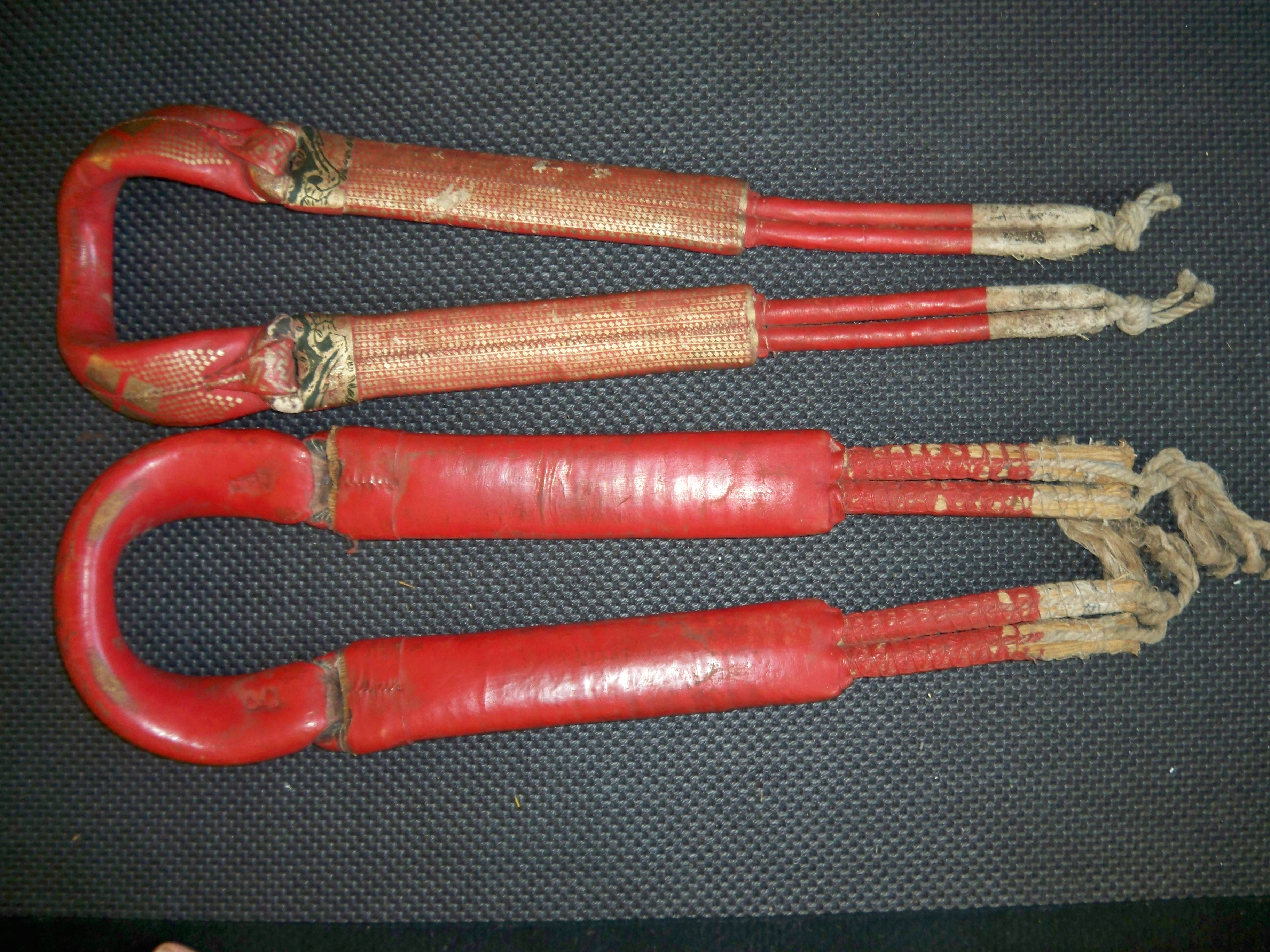
ثفر يابانية عتيقة مصممة للسروج

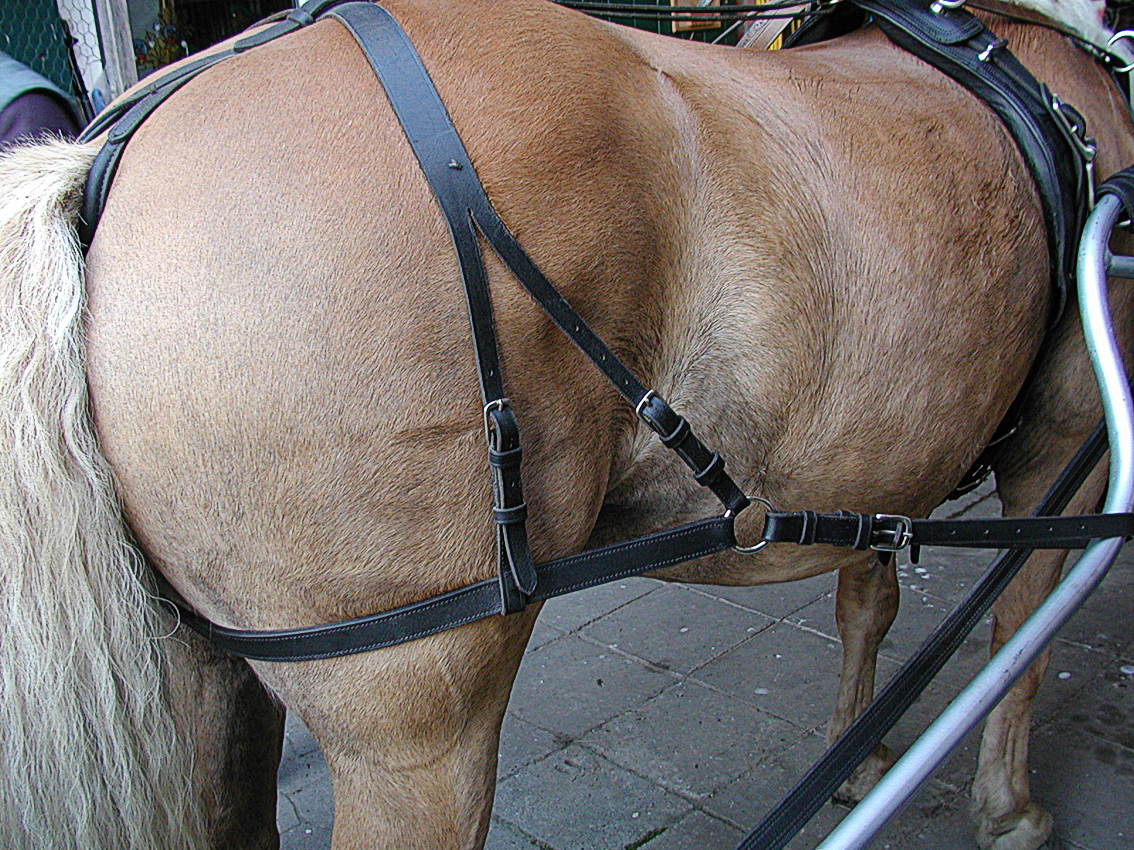
كل من الثفر والطوق على طقم الحصان